# بن مانسفيلد
بن مانسفيلد (بالإنجليزية: Ben Mansfield)‏ هو ممثل بريطاني، ولد في 29 مايو 1983 في المملكة المتحدة.

## أعمال

### أفلام
- (2009) السيد لا أحد[3][4]

## وصلات خارجية
- بن مانسفيلد على موقع IMDb (الإنجليزية)
- بن مانسفيلد على موقع ألو سيني (الفرنسية)
- بن مانسفيلد على موقع قاعدة بيانات الفيلم (الإنجليزية)
- بن مانسفيلد على موقع كينوبويسك (الروسية)